# Niedźwiedzi Przechód
Niedźwiedzi Przechód – położona na wysokości około 1500 m n.p.m. płytka przełączka w Tatrach Zachodnich pomiędzy kulminacją 1503 m lesistego Miętusiego Skoruśniaka a znajdującym się w jego grani skalistym Niedźwiedziem (około 1550 m). Na niektórych mapach nosi nazwę Skoruszowego Siodła. Po wschodniej stronie stoki spod tej przełączki opadają do Doliny Małej Łąki, po zachodniej do Doliny Miętusiej.
Rejon przełęczy jest zalesiony i niedostępny turystycznie. Przez Niedźwiedzi Przechód przebiega granica pomiędzy własnością Tatrzańskiego Parku Narodowego (powyżej) a własnością Wspólnoty Leśnej Uprawnionych Ośmiu Wsi (poniżej).